# Тан, Мор
Мор Тан (венг. Than Mór, нем. Moritz Than; 19 июня 1826, Обече, Бач-Бодрог — 11 марта 1899, Триест) — венгерский живописец и график. Участник Венгерской революции 1848—1849 годов.

## Жизнь и творчество
Сначала Мор Тан изучал юриспруденцию, затем решил посвятить себя живописи. Участвовал в Венгерской революции 1848—1849 годов. Позднее учился в Венской академии искусств у художника Карла Раля.
По окончании учёбы совершил путешествие через Германию и Бельгию в Париж, где в 1856 году написал картину «Мохачская битва (1526)». Впоследствии три года жил в Риме, рисуя по заказам барона Сина полотна мифологического содержания, например, «Одиссей и Навсикая», «Одиссей и Пентесилея». В 1859 году художник получил заказ на украшение настенной живописью Редутного зала в Пеште и возвратился на родину.
Мор Тан писал также картины исторического содержания, портреты (в том числе императора Австро-Венгрии для главного зала нового здания Национальной библиотеки Австрии), выполнял алтарную и настенную живопись.

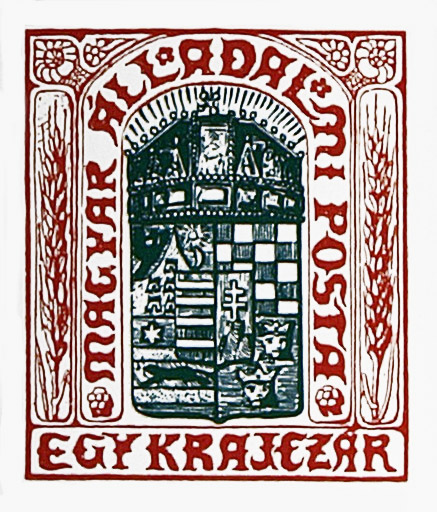
Почтовая марка Венгрии работы М. Тана (проект, 1848)

## Создание первой венгерской марки
В 1848 году Мор Тан создал проект первой венгерской почтовой марки, выпуск которой не состоялся в связи с поражением революции; тонированный рисунок так и не выпущенной в почтовое обращение марки ныне занимает почётное место в музее марок в Будапеште.
В 1850 году, после поражения в войне за независимость 1848—1849 годов, в Венгрии поступили в обращение австрийские почтовые марки, поскольку страна стала одной из австрийских провинций. Это были миниатюры с изображением либо австрийского герба с орлом, либо портрета императора Франца Иосифа I. Они использовались на территории Венгрии вплоть до 1867 года.

## Галерея

Примеры живописных работ художника
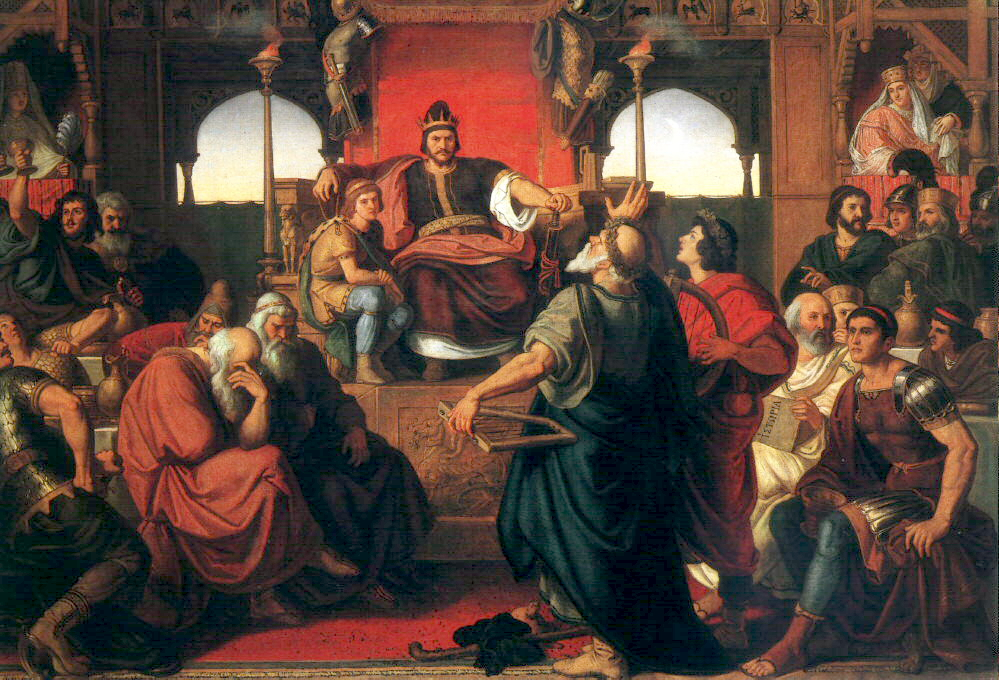
Пир Аттилы
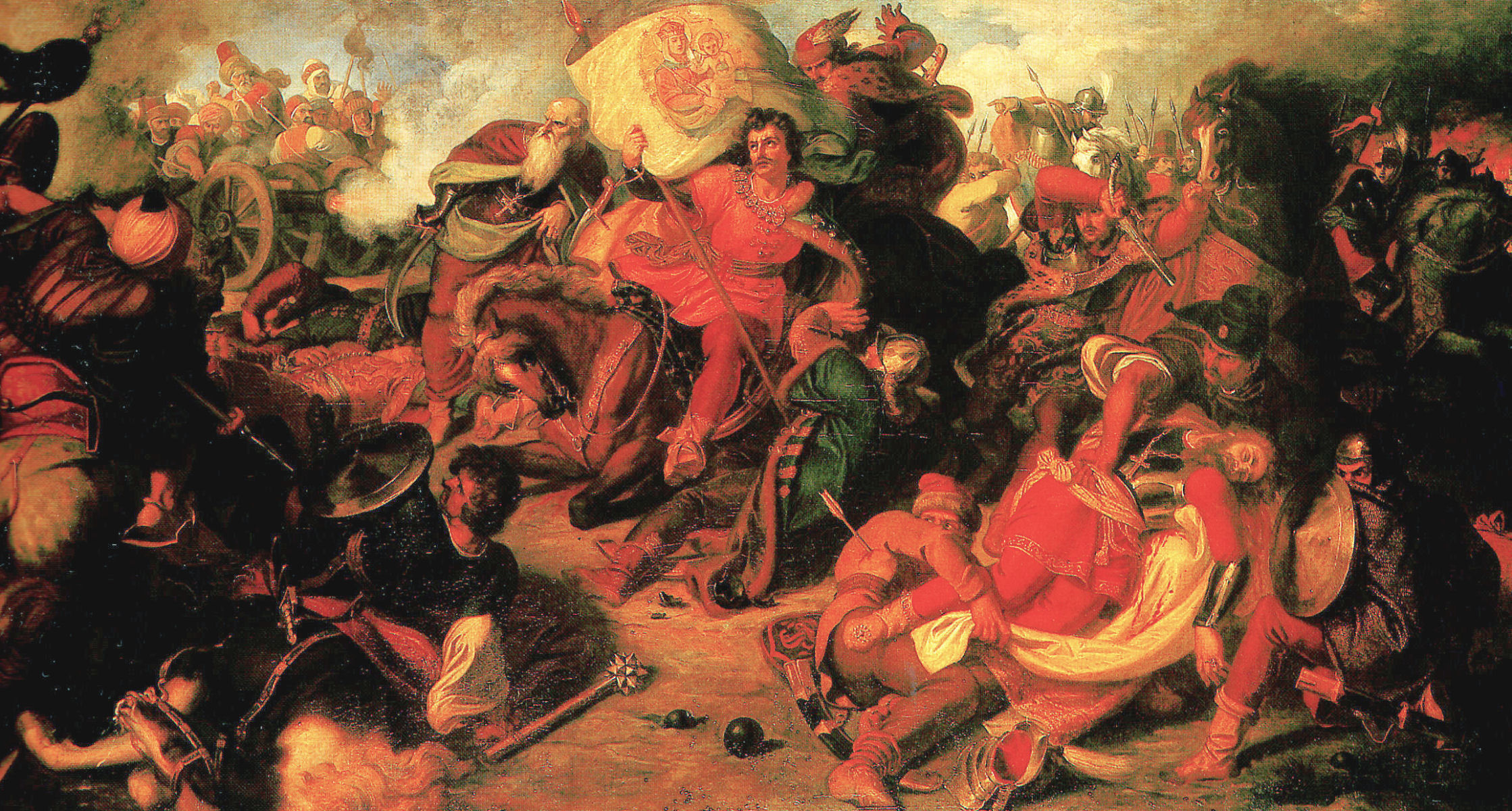
Мохачская битва 1526 года
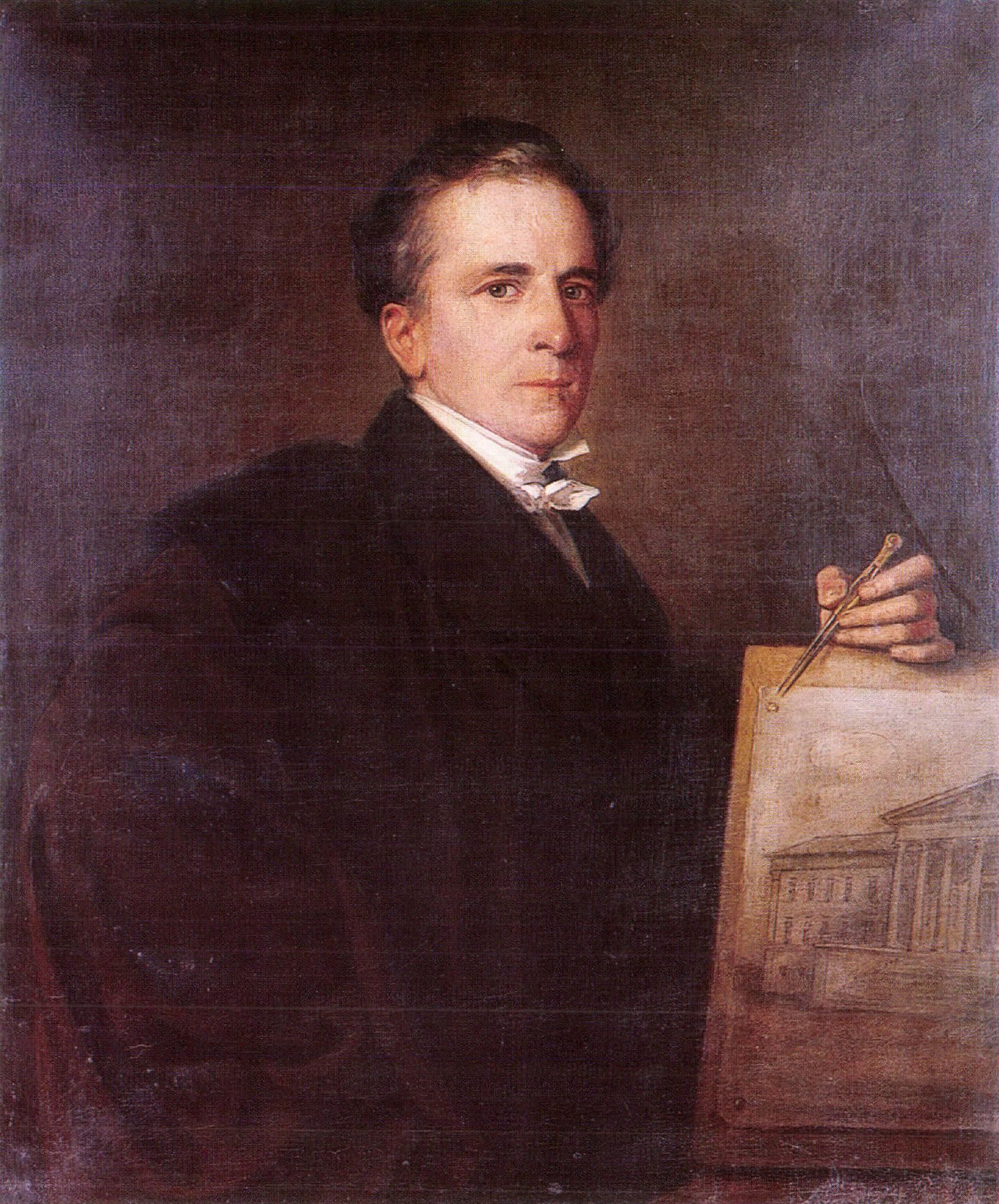
Портрет архитектора Поллака
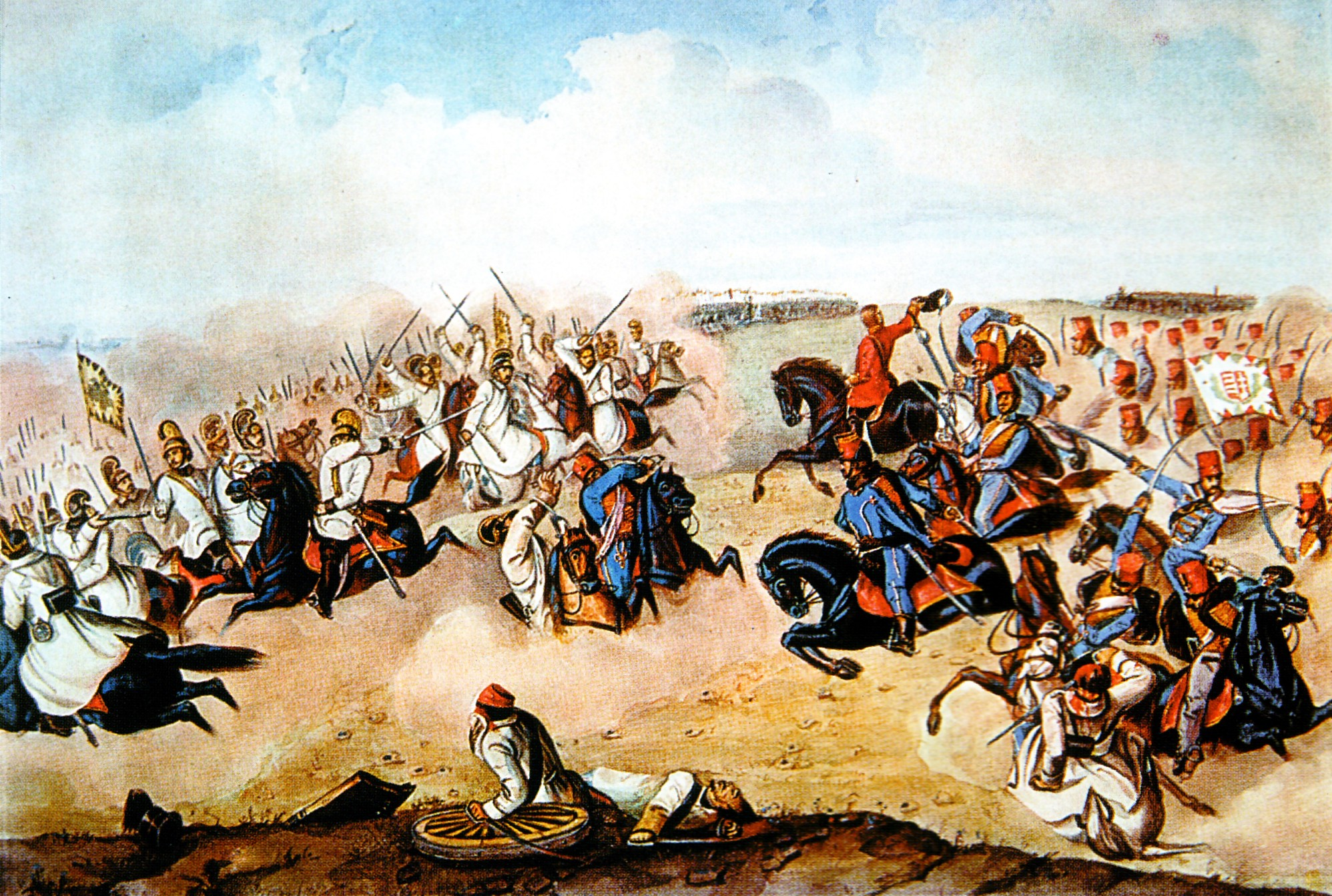
Комаромское сражение
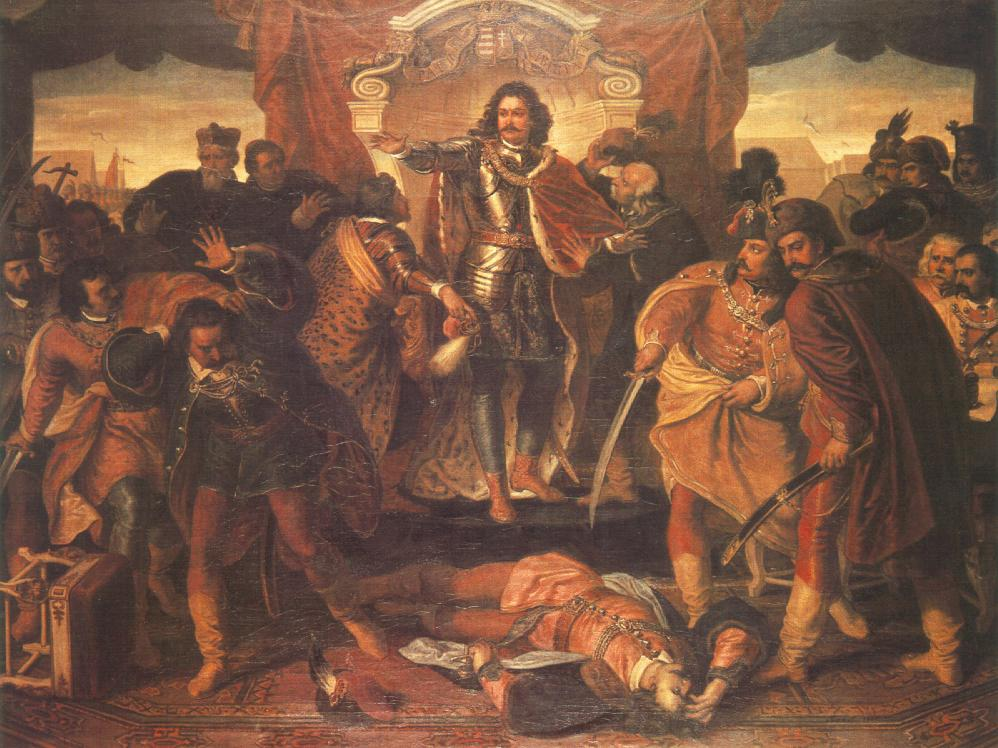
Ференц II Ракоци (1864)
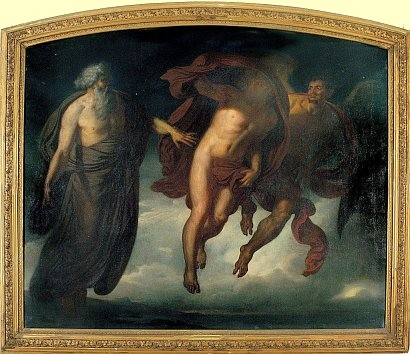
Сотворение Адама (1860)
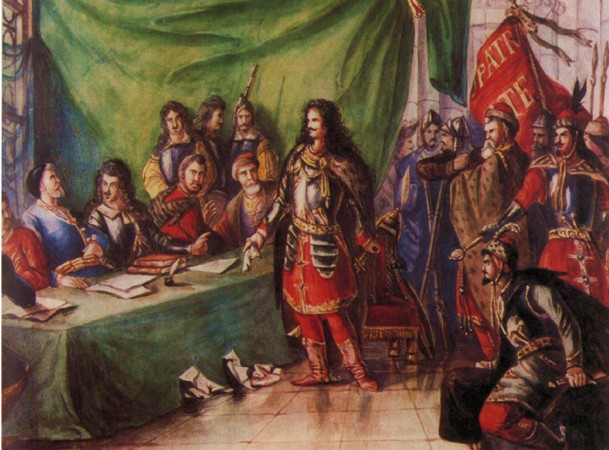
Князь Ракоци
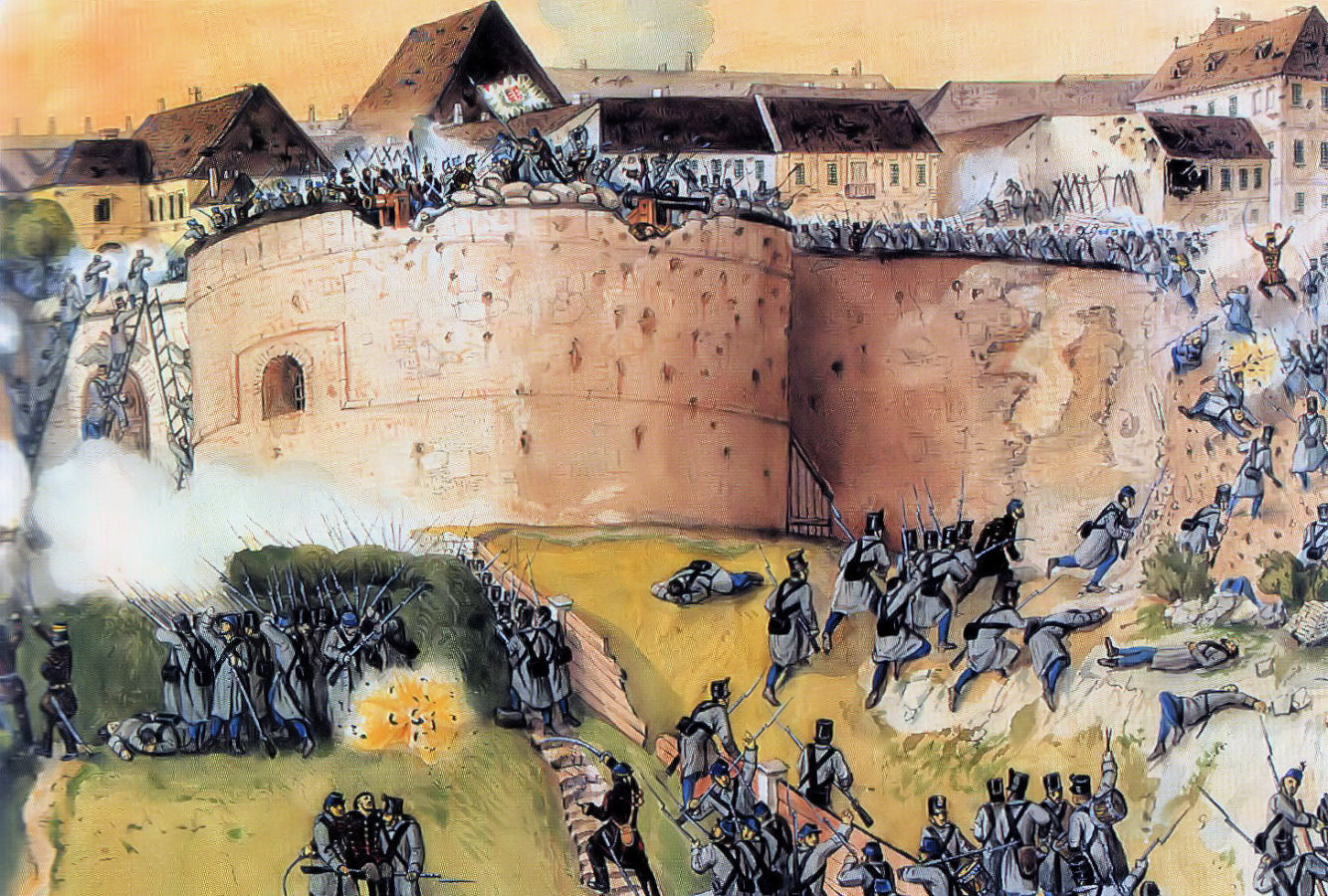
Осада Буды
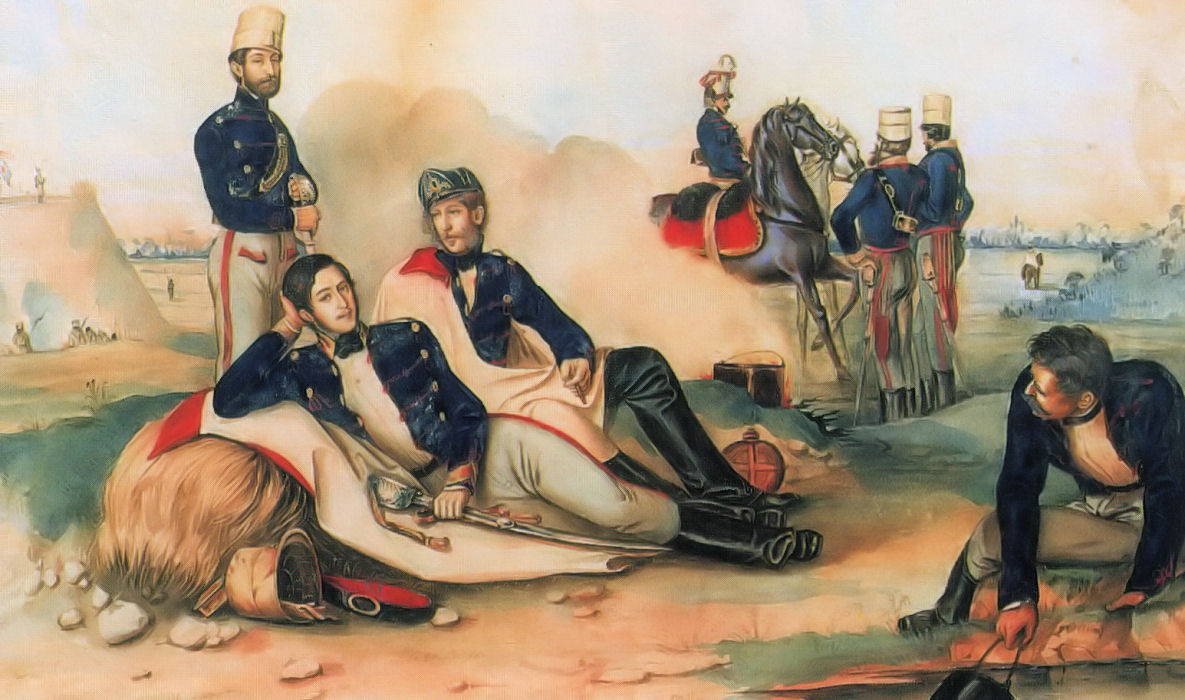
Гусары